# Campeonato Mundial de Ciclismo em Estrada de 2020
O LXXXVII Campeonato Mundial de Ciclismo em Estrada realizou-se em Imola (Itália) entre a 24 e a 27 de setembro de 2020, baixo a organização da União Ciclista Internacional (UCI) e a União Ciclista de Itália.
Originalmente, o campeonato ia realizar-se nas localidades suíças de Aigle e Martigny, mas a federação de ciclismo desse país anunciou a cancelamento do evento devido à pandemia de COVID-19.
O campeonato constou de corridas nas especialidades de contrarrelógio e de rota, nas divisões elite masculino e elite feminino.

## Programa
O programa de competições foi o seguinte:
| Dia            | Evento                   | Trajecto                                     | Distancia (km) | Ganhador                                |
| -------------- | ------------------------ | -------------------------------------------- | -------------- | --------------------------------------- |
| Contrarrelógio |                          |                                              |                |                                         |
| 24 de setembro | Contrarrelógio feminina  | Imola                                        | 31,7           | Anna van der Breggen · ( Países Baixos) |
| 25 de setembro | Contrarrelógio masculina | Imola                                        | 31,7           | Filippo Ganna · ( Itália)               |
| Rota           |                          |                                              |                |                                         |
| 26 de setembro | Estrada feminina         | Imola–Imola (circuito de 28,8 km – 5 voltas) | 143,0          | Anna van der Breggen · ( Países Baixos) |
| 27 de setembro | Estrada masculina        | Imola–Imola (circuito de 28,8 km – 9 voltas) | 258,2          | Julian Alaphilippe · ( França)          |

## Resultados

### Masculino
- Contrarrelógio

| Posto  | Ciclista      | País    | Tempo    |
| ------ | ------------- | ------- | -------- |
| Ouro   | Filippo Ganna | Itália  | 35:54,10 |
| Prata  | Wout van Aert | Bélgica | 36:20,82 |
| Bronze | Stefan Küng   | Suíça   | 36:23,90 |

- Estrada

| Posto  | Ciclista           | País    | Tempo   |
| ------ | ------------------ | ------- | ------- |
| Ouro   | Julian Alaphilippe | França  | 6:38:34 |
| Prata  | Wout van Aert      | Bélgica | 6:38:58 |
| Bronze | Marc Hirschi       | Suíça   | 6:38:58 |

### Feminino
- Contrarrelógio

| Posto  | Ciclista             | País          | Tempo    |
| ------ | -------------------- | ------------- | -------- |
| Ouro   | Anna van der Breggen | Países Baixos | 40:20,14 |
| Prata  | Marlen Reusser       | Suíça         | 40:35,72 |
| Bronze | Ellen van Dijk       | Países Baixos | 40:51,60 |

- Estrada

| Posto  | Ciclista             | País          | Tempo   |
| ------ | -------------------- | ------------- | ------- |
| Ouro   | Anna van der Breggen | Países Baixos | 4:09:57 |
| Prata  | Annemiek van Vleuten | Países Baixos | 4:11:17 |
| Bronze | Elisa Longo Borghini | Itália        | 4:11:17 |

## Medalheiro
| Ordem | País          | Medalha de ouro | Medalha de prata | Medalha de bronze | Total |
| ----- | ------------- | --------------- | ---------------- | ----------------- | ----- |
| 1     | Países Baixos | 2               | 1                | 1                 | 4     |
| 2     | Itália        | 1               | 0                | 1                 | 2     |
| 3     | França        | 1               | 0                | 0                 | 1     |
| 4     | Bélgica       | 0               | 2                | 0                 | 2     |
| 5     | Suíça         | 0               | 1                | 2                 | 3     |
|       | TOTAL         | 4               | 4                | 4                 | 12    |